# Ordinatio imperii
Die Ordinatio Imperii war der Versuch Ludwigs des Frommen, dem fränkischen Reich eine neue Ordnung zu geben. Die in einem Kapitular in 18 Kapiteln überlieferte Regelung wurde im Jahre 817 im Reformreichstag in Aachen unter Zustimmung der führenden Adelsschicht und der Kirche erlassen.
Ludwig folgte damit, so kann man den klassischen Darstellungen entnehmen, einer in der Kirche herrschenden Auffassung (vgl. dazu Agobard), die das Ideal eines einigen Christentums und eines Herrschers verfolgte, und konnte sich dabei auf den mit den Karolingern hochgekommenen Adel stützen, der befürchtete, bei einer Reichsteilung Besitzeinbußen zu erleiden. Mit der Ordinatio Imperii sollte die bisherige Erbregelung, das bestehende Reich unter den Nachkommen zu gleichen Teilen aufzuteilen, verändert werden, mit dem Ziel, die Einheit des fränkischen Reiches zu erhalten. Nach der Regelung sollte der erstgeborene Sohn Ludwigs des Frommen, Lothar I., Kaiser des Reiches werden, die Brüder Pippin und Ludwig der Deutsche sollten dem Kaiser unterstellte Könige in Aquitanien (Pippin) und Bayern (Ludwig) werden.
Mit den Versorgungsansprüchen Karl des Kahlen, ältester Sohn von Kaiserin Judith, der zweiten Frau von Ludwig dem Frommen, begann das Scheitern der Ordinatio Imperii, da Ludwig, höchstwahrscheinlich von Judith bedrängt, die Ordinatio Imperii auf der Reichsversammlung in Worms 829 zwar formal aufrechterhielt, aber zu Gunsten von Karl und zu Lasten von Lothar inhaltlich umging, was dieser und seine Brüder nicht akzeptieren wollten und zu heftigen Auseinandersetzungen in der karolingischen Herrscherfamilie führte.